# Inge Borgstrøm
Inge Borgstrøm (født i 1957) er en dansk pensioneret badmintonspiller.
Hun vandt bronzemedaljen ved  verdensmesterskabet i badminton i 1977 i kvindernes double med Pia Nielsen.